# Каройи, Дьюла
Дьюла Каройи, граф Надькарой (вариант написания фамилии — Карольи; венг. Károlyi Gyula; 7 мая 1871, Ньирбакта (совр. Бакталорантхаза), Австро-Венгрия — 23 апреля 1947, Будапешт, Вторая Венгерская Республика) — венгерский политик, премьер-министр антисоветского правительства в 1919 году и Королевства Венгрии в 1931–1932.

## Биография
Родился в аристократической семье Каройи, его отцом был спикер Палаты магнатов. Учился на юридическом факультете Будапештского университета, а также в университетах Берлина и Бонна. После завершения учёбы некоторое время заседал в Палате магнатов, а затем занялся сельским хозяйством в семейных владениях в комитате Арад. После начала Первой мировой войны ушёл на фронт и был лейтенантом венгерских гусар.
В 1918 году Венгрия была провозглашена республикой и вышла из войны. Первым её президентом стал двоюродный брат Дьюлы — Михай Каройи. После создания в 1919 году Венгерской Советской Республики граф Каройи попытался сформировать антисоветское правительство в комитате Арад, в Трансильвании, и «навёл мосты» с Антибольшевистским Комитетом Иштвана Бетлена в Вене. В мае 1919 года Арад оккупировали румынские войска. Дьюла Каройи и часть его министров были интернированы, а по выходе на свободу перебрались в Сегед. Благодаря Каройи, Сегед стал главным центром борьбы с ВСР; на пост военного министра был приглашён адмирал Миклош Хорти, в короткие сроки сформировавший Национальную армию. Хорти и Каройи стали друзьями…
В мае-июле 1919 года Дьюла Каройи был премьер-министром альтернативного правительства… В 1920-е годы Каройи временно отошёл от политики и занимался сельским хозяйством на северо-востоке Венгрии — в комитатах Сабольч и Сатмар. В 1927 году стал членом восстановленной годом ранее Палаты магнатов.
Новый этап государственной карьеры Каройи был связан с Великой депрессией, которая тяжело отразилась на экономике страны. В 1930—31 годах Дьюла Каройи был министром иностранных дел в кабинете Иштвана Бетлена и в марте 1931 года посетил с официальным визитом Италию, вёл переговоры с Бенито Муссолини. В августе 1931 года Бетлен ушёл в отставку, и Миклош Хорти назначил Каройи новым премьер-министром.
После того, как 13 сентября 1931 года маньяк Сильвестр Матушка организовал сход с рельсов Венского экспресса с виадука возле Будапешта, Каройи ввёл военное положение, обвинил в катастрофе коммунистов и начал кампанию по борьбе с оппозицией. В июле 1932 года был раскрыт ЦК Венгерской коммунистической партии. После ареста его членов был проведён показательный процесс, и двое лидеров ВКП — Имре Шаллаи и Шандор Фюрст — были казнены, а Коммунистическая партия была ещё более ослаблена.
Стремясь стабилизировать финансовое положение страны, Каройи пошёл на сокращение государственных расходов (были снижены расходы на социальное страхование и зарплаты госслужащим) и увеличение налогов. Между тем, в 1932 году безработица составляла 60 % среди промышленных и сельскохозяйственных рабочих, а ситуация в экономике оставалась тяжёлой. Все эти меры предопределили непопулярность Каройи, и в сентябре 1932 года он ушёл в отставку.
Впоследствии Каройи практически ушёл из большой политики. В 1936 году был назначен тайным советником. В 1939 году он ушел с этой должности в знак протеста против Второго еврейского закона.
В годы Второй мировой войны Дьюла Каройи поддерживал политическую линию Миклоша Каллаи. Скончался граф Дьюла Каройи в 1947 году в Будапеште.